# Poa arachnifera
Espèce
Poa arachnifera est une plante herbacée de la famille des Poacées. Elle a été décrite la première fois en 1853 par John Torrey. C'est une plante de 25  à   85 cm de haut, avec des feuilles simples et alternes présentant des nervures parallèles. Elle fleurit de mars à mai pour présenter des fleurs en panicules. On la rencontre sur des sols secs et frais en Amérique du Nord.

## Liste des variétés
Selon Tropicos (26 octobre 2017) :
- variété Poa arachnifera var. glabrata Vasey ex Beal